# Cleruc
A l'antiga Grècia un cleruc (del grec antic κληροῦχος, klērouchos) era un ciutadà atenenc pobre que rebia un tros de terra (klēros), que acostumaven a ser suficients per a sobreviure com a hoplita. Aquestes cleruquies eren confiscades als habitants dels territoris conquerits. Per aquesta mena de colonització Atenes podia col·locar els excedents de població i tenir guarnicions militars a llocs estratègics. Els clerucs quedaven ciutadans atenencs de ple dret i podrien defendre Atenes si la població local es revoltés. L'historiador Heròdot, nascut a l'illa de Samos, per exemple, era fill de clerucs.